# 御殿 (平塚市)
御殿（ごてん）は、神奈川県平塚市に存在する町名。大野地区の内の一つの地名。現行行政地名は御殿一丁目から御殿四丁目である。住居表示実施済み区域。

## 概要
御殿は、平塚市の中心である、平塚駅北口から北西方向に移動した場所に位置する。当町の各丁の内、四丁目は、同じ金目川水系河川が合流する手前付近である渋田川（東側）と鈴川（西側）の間に挟まれた場所にある。四丁目以外の各丁はそれぞれ渋田川の東側寄りに位置する。

周辺は、東に中原、南に諏訪町、西に南原、鈴川を挟んだ北西に中原下宿や入野と市内の他の町丁・大字と接している（この内、中原下宿・中原・南原は当町と同じ大野地区である）。

### 地価
住宅地の地価は、2023年（令和5年）1月1日の公示地価によれば、御殿2-12-9の地点で14万4000円/m2、御殿4-11-14の地点で11万円/m2となっている。

## 歴史
- 1973年（昭和48年）10月1日　-　大字中原上宿、大字中原下宿、大字南原の各一部から、御殿一～三丁目の住居表示実施。
- 1991年（平成3年）11月1日　-　大字中原上宿、大字中原下宿、大字入野、大字長持の各一部から、御殿四丁目の住居表示実施。

（平塚市#地域も参照）

## 世帯数と人口
2023年（令和5年）9月1日現在（平塚市発表）の世帯数と人口は以下の通りである。
| 丁目       | 世帯数    | 人口    |
| ---------- | --------- | ------- |
| 御殿一丁目 | 1,182世帯 | 2,712人 |
| 御殿二丁目 | 658世帯   | 1,839人 |
| 御殿三丁目 | 1,278世帯 | 2,918人 |
| 御殿四丁目 | 445世帯   | 1,018人 |
| 計         | 3,563世帯 | 8,487人 |

### 人口の変遷
国勢調査による人口の推移。
| 年                 | 人口  |
| ------------------ | ----- |
| 1995年（平成7年）  | 8,703 |
| 2000年（平成12年） | 8,916 |
| 2005年（平成17年） | 8,784 |
| 2010年（平成22年） | 8,843 |
| 2015年（平成27年） | 8,736 |
| 2020年（令和2年）  | 8,647 |

### 世帯数の変遷
国勢調査による世帯数の推移。
| 年                 | 世帯数 |
| ------------------ | ------ |
| 1995年（平成7年）  | 2,946  |
| 2000年（平成12年） | 3,141  |
| 2005年（平成17年） | 3,234  |
| 2010年（平成22年） | 3,403  |
| 2015年（平成27年） | 3,450  |
| 2020年（令和2年）  | 3,483  |

## 学区
市立小・中学校に通う場合、学区は以下の通りとなる（2018年2月時点）。
| 丁目       | 番地 | 小学校             | 中学校             |
| ---------- | ---- | ------------------ | ------------------ |
| 御殿一丁目 | 全域 | 平塚市立中原小学校 | 平塚市立中原中学校 |
| 御殿二丁目 | 全域 | 平塚市立中原小学校 | 平塚市立中原中学校 |
| 御殿三丁目 | 全域 | 平塚市立中原小学校 | 平塚市立中原中学校 |
| 御殿四丁目 | 全域 | 平塚市立中原小学校 | 平塚市立中原中学校 |

## 事業所
2021年（令和3年）現在の経済センサス調査による事業所数と従業員数は以下の通りである。
| 丁目       | 事業所数  | 従業員数 |
| ---------- | --------- | -------- |
| 御殿一丁目 | 67事業所  | 533人    |
| 御殿二丁目 | 38事業所  | 306人    |
| 御殿三丁目 | 29事業所  | 103人    |
| 御殿四丁目 | 13事業所  | 245人    |
| 計         | 147事業所 | 1,187人  |

### 事業者数の変遷
経済センサスによる事業所数の推移。
| 年                 | 事業者数 |
| ------------------ | -------- |
| 2016年（平成28年） | 166      |
| 2021年（令和3年）  | 147      |

### 従業員数の変遷
経済センサスによる従業員数の推移。
| 年                 | 従業員数 |
| ------------------ | -------- |
| 2016年（平成28年） | 1,143    |
| 2021年（令和3年）  | 1,187    |

## 交通
- バス路線
  - 神奈川中央交通（神奈中バス）  -  当町の以下の各停留所（全て東隣の中原寄り）から平89・90・91・94・95系統（いずれも伊勢原営業所）のバスが運行し、どの系統も、鉄道路線のJR東日本東海道線平塚駅（北口）から当町周辺や各系統の経由地を廻り、伊勢原市の小田急小田原線伊勢原駅（南口）まで（一部系統はその先の東海大学病院まで）を結ぶ（最寄駅としては平塚駅が近い）。
    - 中原下宿停留所
    - 中原御殿停留所
    - 中原上宿停留所
    - 大縄橋停留所

- 道路については、国道や神奈川県道は当町内には貫いていない（近辺を通る県道としては、当町から東側の神奈川県道61号平塚伊勢原線や西側の神奈川県道62号平塚秦野線が通る）。

## 教育
- 神奈川県立湘南支援学校（四丁目）
- 平塚市立ひばり幼稚園（二丁目）
- 小中学校学区　-　当町全域が、下のそれぞれの学校への通学区域である [17]。
  - 平塚市立中原小学校（二丁目）
  - 平塚市立中原中学校（四丁目）

## 周辺
- 施設
  - 平塚市役所中原公民館（二丁目）
  - 平塚御殿郵便局（二丁目）
- 名所
  - 妙行寺（一丁目）
  - 中原御殿跡（二丁目）

## その他

### 日本郵便
- 郵便番号 : 254-0061[3]（集配局 : 平塚郵便局[18]）。